# Calpulli
De acordo com o historiador Ciro Flamarion Santana Cardoso os calpulli eram associações residenciais (nem igualitárias nem clânicas) contando com templos e cerimônias próprios. Na sociedade asteca pré-colombiana, membros do Calpulli serviam juntos em batalhas e construções públicas. Esses soldados eram armados com armas de madeira e pedra. Geralmente, capturavam prisioneiros para os sacrifícios. Eram nobres.
A célula social básica dos Astecas era o calpulli, “comunidade residencial com direitos comuns sobre a terra e uma organização interna de tipo administrativo, judiciário, militar e fiscal” (CARDOSO, 1996, p. 77). A estrutura fundiária esteve atrelada aos dois pólos sociais: as comunidades de um lado e a nobreza e o Estado do outro. Assim, existiam três formas gerais de propriedade de terra: a comunal, pertencente ao calpulli, subdividida em terras de cada linhagem e as efetivamente comunais; a dos nobres, advinda das conquistas, alienável entre eles e transmissível por herança (porém não se configurando como propriedade privada, sendo concessão como pagamento das funções sacerdotais, militares ou administrativas exercidas, podendo ser revogada pelo não cumprimento das mesmas); e as pertencentes ao Estado, para manutenção da casa real, dos templos e da administração militar e civil.